# Lykle Hogerzeil
Lykle Hogerzeil (Oosterbeek, 12 april 1927 – Ripon Engeland, 13 januari 2011) was een lepra-arts.

## Leven
Hogerzeil groeide op in Oosterbeek, voornamelijk in huize Bergoord. Na de oorlog begon hij een studie recht, maar switchte later naar medicijnen. Van 1955 tot 1963 werkte hij in oostelijk Nigeria voor de Raad voor de Zending (Oegstgeest) en de Basler Missionen onder meer als medische superintendent in de Uzuakoli leprakolonie. Als leidinggevende aan een lepra-instelling deed hij met Stanley Browne onderzoek naar het gebruik van Clofazimine als middel tegen lepra.
Nadat hij naar Nederland was teruggekeerd, deed hij in de periode 1964-1971 aan de Universiteit van Utrecht onderzoek op het gebied van dermatologie. Hierop promoveerde hij in 1971. In 1967 trouwde hij met de secretaresse van Corrie ten Boom: Connie van Hoogstraten, die op 11 februari 1970 overleed.
Van 1971 tot 1985 werkte Hogerzeil in het Victoria Hospital in Dichpalli (India). Hier ontmoette hij zijn tweede vrouw Elisabeth "Liz" Wright. Het echtpaar had grote invloed op de kwaliteit van de zorg aan leprapatiënten, zowel medisch als sociaal. De relatie tussen patiënten en verpleegkundigen verbeterde, maar ook het wantrouwen en angst van de omgeving met betrekking tot het lepraziekenhuis werd in deze periode grotendeels weggenomen.
Van 1985 tot 1990 was Hogerzeil directeur van de regio Zuidoost-Azië en lid van het Medical Reference Panel van Leprazending Internationaal. Daarna bleef hij als medisch adviseur aan deze organisatie verbonden.
In zijn latere jaren leed Hogerzeil aan de ziekte van Alzheimer. In december 2008 kreeg hij een beroerte. Op 13 januari 2011 overleed hij in zijn woonplaats Ripon.

## Onderscheidingen
- Officier in de Orde van Oranje-Nassau, in 1985 toegekend wegens zijn inzet voor leprapatiënten.